# 食料生産科学科
食料生産科学科（しょくりょうせいさんかがくか）は、日本の大学の学科。
信州大学農学部に食料生産科学科がある。信州大学は大学院にも食料生産科学専攻がある。
信州大学農学部の同学科は、履修条件確認が必要であるが、所定の実務年数を経て造園施工管理技士の受験資格を得ることができる（番号は9）。
沖縄県立南部農林高等学校、山形県立上山明新館高等学校には食料生産科がある。
愛媛大学農学部に食料生産学科がある。大学院に食料生産学専攻がある。
宮崎大学農学部にもかつて食料生産科学科があり、そのうち食品衛生コースは、食品衛生管理者・食品衛生監視員養成施設である。現在は応用生物科学科に再編。
その他、神戸大学大学院の農学研究科食料共生システム学専攻には食料生産フィールド科学（連携）が、香川大学大学院に食料生産学領域がある。帯広畜産大学畜産学部畜産科学科に食料生産科学畜産食品科学ユニットが、岡山大学農学部環境生態学コースに食料生産システム管理学ユニットがある。
島根大学 生物資源科学部にかつて農業生産学科があり、食料生産学講座がある。
　